# Plocaederus plicatus
Plocaederus plicatus  (лат.) — вид жуков-усачей из подсемейства собственно усачей. Распространён в Боливии — в департаменте Санта-Крус, в Бразилии, Венесуэле, Суринаме и Французской Гвиане.